# Verdi Note dell'Antoniano
Il coro Le Verdi Note dell'Antoniano di Bologna nasce nel 1989 per dare l'opportunità ai bambini del Piccolo Coro dell'Antoniano diretto da Mariele Ventre e dello Zecchino d'Oro di continuare il canto corale una volta cresciuti e superati i limiti di età.

## Storia
Il coro nasce nel 1989 da una precedente formazione nota come "Gruppo Tau", da un'idea di Mariele Ventre e padre Ernesto Caroli, tra i frati fondatori dell'Antoniano. Inizialmente aveva lo scopo di riunire gli ex componenti del Piccolo Coro dell'Antoniano che avendo superato l'età limite avessero comunque desiderato continuare un percorso artistico all'interno dell'Antoniano. In seguito fu deciso di dare la possibilità di entrare nella formazione corale anche a coloro che non avessero fatto parte in precedenza del Piccolo Coro.

## Attività
Il gruppo svolge attività di tipo concertistico, discografico e televisivo attraverso un repertorio eclettico che spazia dal pop al rock, dalla musica classica al gospel. I brani proposti sono sia inediti che arrangiamenti di brani conosciuti in chiave corale e prodotti appositamente.
Le Verdi Note hanno preso parte nel corso degli anni a numerose trasmissioni televisive generalmente su Rai1, tra cui la Festa della Mamma, lo Zecchino d'Oro, Aspettando il Natale, lo speciale Una festa nel cuore e tante altre. Nelle loro apparizioni si esibiscono con messe in scena dinamiche, alternando brani inediti a rielaborazioni in chiave corale di canti tradizionali e musica pop, come Tutte le mamme, un classico italiano, o Salve Regina, nella versione tratta dal film Sister Act.
Da ricordare, tra le tante: "Un cuore Big!" sigla della trasmissione televisiva "Big!", Rai1 (1988 - 1993); "È finita la guerra", con Biagio Antonacci, eseguita durante lo speciale Capodanno, Rai1 (1994); Crescerai, interpretata con i Nomadi e il Piccolo Coro dell'Antoniano durante "La festa della Mamma", Rai1 (1995) e contenuta nell'album "Tributo ad Augusto"; Camminando, sigla televisiva del programma "6 in cammino" in onda su Boing (2011); Il segreto (per Mariele), cantata insieme a Cristina D'Avena e al Piccolo Coro "Mariele Ventre" dell'Antoniano durante la finale del 58º Zecchino d'Oro (2015); "Trust" (2023), inedito per la Madre Terra interpretato con il gruppo vocale inglese The Swingles, già vincitore di 5 Grammy Awards, a "Lo Zecchino di Natale", Rai1. 
L'attività concertistica si sviluppa lungo tutta la penisola italiana e in Europa. Le attività sono spesso finalizzate ad iniziative benefiche legate all'Antoniano e ai progetti di solidarietà proposti ogni anno durante lo Zecchino d'Oro. Da segnalare il concerto a Slavonski Brod (Croazia) di giugno 2018 per festeggiare i 25 anni dalla costruzione di "Zlatni Cekin", centro di accoglienza per bambini profughi di guerra, grazie al Fiore della Solidarietà.
Nel 2016 il coro è presente con la canzone "Il segreto (per Mariele)" nell'album di Cristina D'Avena "#le sigle più belle", che esordisce al terzo posto della classifica nazionale FIMI/GfK dei dischi più venduti. Ad agosto 2016, oltre alla scuola di canto, al fine di completare la preparazione, viene istituito l'insegnamento della recitazione e del movimento coreografico, così come tipicamente avviene per gli attori di Musical Theatre.
Il 13 dicembre 2016 esce quindi il singolo A un passo da te attraverso una messa in scena televisiva durante la trasmissione "Lo Zecchino di Natale" su Rai1.
L'8 dicembre 2017 l'Antoniano è stato ricevuto in udienza dal Presidente della Repubblica Italiana Sergio Mattarella, che ha riconosciuto il valore culturale dello Zecchino d'Oro e delle attività sociali, culturali e di solidarietà svolte dall'Antoniano nella storia d'Italia. Le Verdi Note dell'Antoniano sono state presenti all'incontro rappresentate dai direttori artistici Sara Casali e Alessio Zini, unitamente al direttore dell'Antoniano Giampaolo Cavalli e al direttore artistico dello Zecchino d'Oro Carlo Conti.

## Direttori
Paolo Zavallone tra il 1989 e il 1994, con la consulenza artistica della stessa Mariele Ventre. Fino al 2011 Zavallone è stato anche direttore artistico. 
Tra il 1994 e il 2001 Sabrina Simoni, attuale direttrice del "Piccolo Coro Mariele Ventre dell'Antoniano", che ha dovuto lasciare la direzione dei ragazzi per concentrarsi sulla direzione dei più piccoli.
Dal 2002 al 2019 il maestro Stefano Nanni. 
Dal 2016 la direzione artistica viene affidata ad Alessio Zini e Sara Casali, ex allievi di Mariele Ventre, oggi autori di canzoni per ragazzi, con la direzione corale (dal 2020) e la regia teatrale (dal 2016) di Fabiola Ricci.

## Discografia
Il coro possiede all'attivo la pubblicazione di quattro album di inediti, due album dedicati al Natale e due raccolte estive. Di seguito i titoli degli album e le date di pubblicazione:

### Album
- "Per la mia mamma" - PolyGram, 1989
- "La strada di Emmaus" - EMI, 1997
- "Canto Giubilare 2000" - Warner/CGD East-West, 2000
- "San Francesco - la strada della libertà", Antoniano, 2004
- "Magia di Natale" - Antoniano, 2006
- "Camminando" - Antoniano, 2011
- "Magia di Natale (Studio Version)" - Antoniano, 2012
- "Estate Ragazzi con Le Verdi Note", Antoniano , 2019

### Singoli
- Camminando - 2010
- C'è bisogno di una squadra - 2011
- Per tutti verrà - 2012
- Cambia Musica - 2014
- Il segreto (per Mariele) - 2015[3]
- A un passo da te - 2016
- Santa Notte (Silent Night) - 2017
- Traccia la tua rotta (Estate Ragazzi 2018) - 2018
- Last Christmas - 2018
- Un gusto unico - 2019
- Il cerchio della vita - 2019
- E Natale sarà - 2022
- Trust (feat. The Swingle Singers) 2023

### Collaborazioni
- “Biagio Antonacci“ - partecipazione all’album di Biagio Antonacci con “È finita la guerra”, 1994
- “Tributo ad Augusto” - partecipazione all’album dei Nomadi con “Crescerai”, 1995
- "#le sigle più belle” - partecipazione all’album di Cristina D’Avena con “Il segreto (per Mariele)”, 2016
- "Il cerchio della vita" - collaborazione con Orchestra SenzaSpine, 2019
- "Trust" - collaborazione con il gruppo vocale inglese The Swingles, 2023

### Chiavetta USB
- Verdi Note Key - Discografia completa del gruppo + l'inedito "Cambia Musica" + foto inedite su chiavetta USB per festeggiare i 25 anni di attività.

Nel 1996, a seguito della scomparsa di Mariele Ventre, fondatrice del "Piccolo Coro", a cui tutti erano legati, partecipano al disco Omaggio a Mariele nelle canzoni Do ed Ele, insieme al Piccolo Coro dell'Antoniano.

## Interpreti
Nella storia delle Verdi Note si trovano anche nomi di interpreti di brani delle precedenti edizioni dello Zecchino d'Oro, tra cui:
- Giulio Giannini (Il dialetto), dal 2010 al 2013.